# オリゴペプチダーゼB
オリゴペプチダーゼB(Oligopeptidase B、EC 3.4.21.83)は、以下の化学反応を触媒する酵素である。
P1'がプロリンの時でも、オリゴペプチドの-Arg-, -Lys-結合を加水分解する。
この酵素は、大腸菌に存在する。